# Coronella austriaca
Coronelle lisse
Espèce
Synonymes
- Coluber levis Lacépède, 1789
- Coluber versicolor Razoumovsky, 1789
- Coluber coronella Bonnaterre, 1790
- Coluber ferrugineus Sparrman, 1790
- Coluber oculus cati Suckow, 1798
- Coluber tetragonus Latreille, 1800
- Coluber thuringicus Bechstein, 1801
- Coluber alpinus Güldenstedt, 1801
- Coluber cupreus Güldenstedt, 1801
- Coluber ponticus Güldenstedt, 1801
- Coluber dumfrisiensis Sowerby, 1804
- Coluber gallicus Hermann, 1804
- Coluber caucasius Pallas, 1814
- Natrix dumfrisiensis (Sowerby) Fleming, 1828
- Coluber nebulosus Ménétriés, 1832
- Coluber paedera Dvigubskij, 1832
- Coronella austriaca fitzingeri Bonaparte, 1840
- Simotes semicinctus Peters, 1862

Coronella austriaca, la Coronelle lisse, est une espèce de serpents de la famille des Colubridae qui se rencontre de l'Europe à l'Asie Mineure. C'est une petite couleuvre gris à brun ou roussâtre qui mesure entre 50 et 70 cm de long. Ce serpent est diurne et actif du printemps à l'automne, et vit principalement dans les landes et les lisières de bois. Il n'est pas venimeux et se nourrit principalement de lézards qu'il tue par constriction. La Coronelle lisse est ovovivipare, et donne naissance à généralement entre 3 et 9 petits à des fréquences variables suivant les régions. Elle est bien représentée dans une vaste zone géographique et n'est donc pas considérée comme menacée.

## Description
Cette espèce mesure entre 50 et 70 cm (maximum 90 cm) pour une masse de 30 à 60 g, les femelles étant généralement plus grandes que les mâles. Son dos varie du gris au brun ou au roussâtre et est parcouru de deux rangées de petites taches foncées, généralement plus marquées au niveau du cou. Ces petites taches sont généralement regroupées pour former des lignes transversales irrégulières. On peut remarquer que les teintes roussâtres sont plus fréquentes chez les mâles, quand les femelles sont souvent grises, mais ce n'est pas un critère fiable pour différencier les sexes. Une bande sombre et fine part du cou et va jusqu'à la narine, de chaque côté de la tête, en passant par le bas de l'œil, et se rejoignant parfois sur le museau. Une tache foncée en forme de croissant, de selle ou de U marque sa nuque. La face ventrale est généralement sombre, de couleur rouge ou orangée, parfois grise et souvent mouchetée de points plus sombres. On rencontre parfois des individus mélaniques.
Ses écailles sont lisses d'où son nom vernaculaire. Elle présente un corps cylindrique, avec un cou peu distinct de la tête, cette dernière étant assez petite avec un museau pointu. Ses yeux sont petits, avec une pupille ronde.

### Clés d'identification

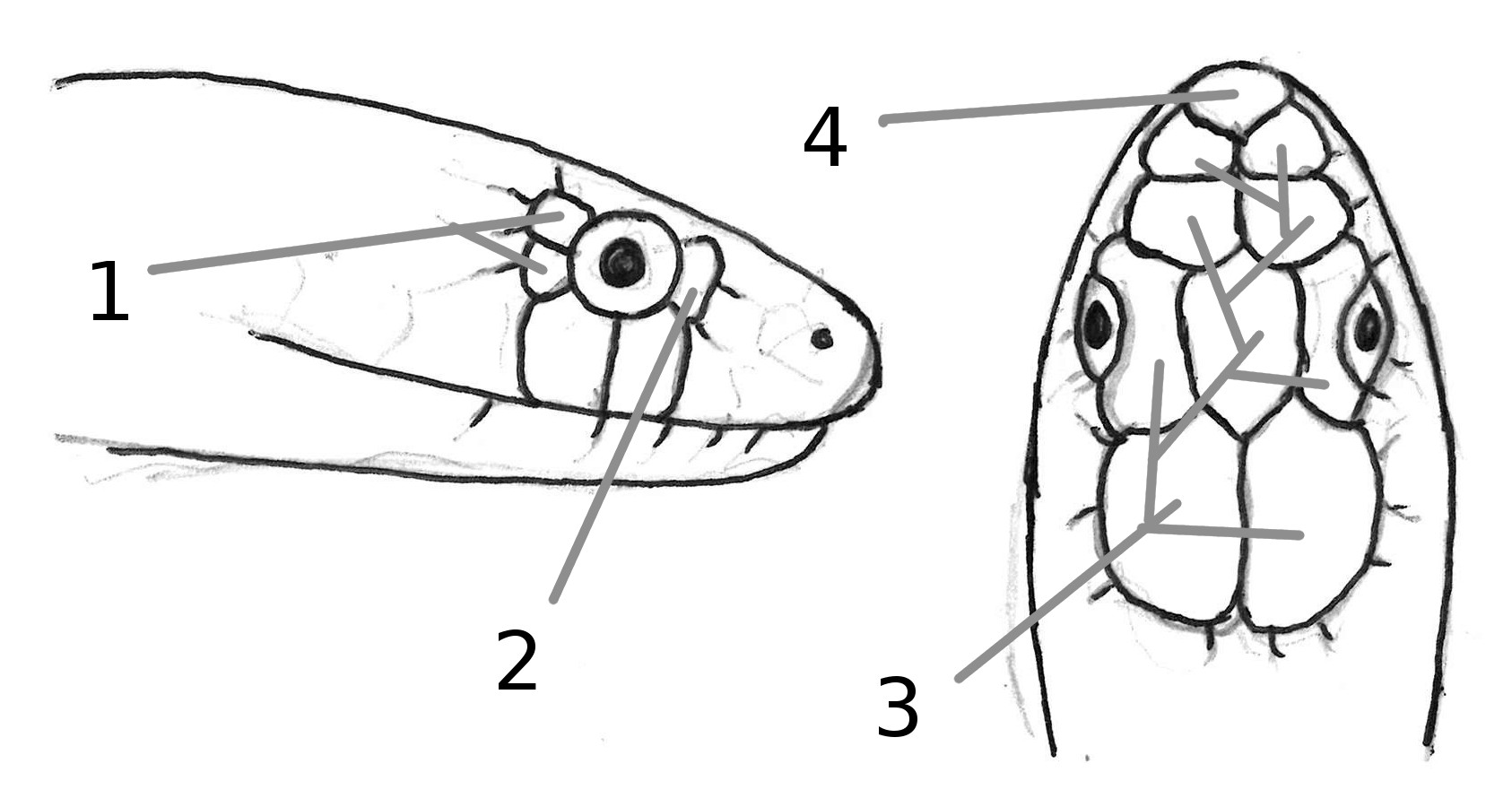
Disposition des écailles de la tête. Voir texte.

La Coronelle lisse présente les spécificités suivantes au niveau des écailles (voir schéma) : sur la tête, deux écailles post-oculaires (1), une pré-oculaire (2), neuf plaques céphaliques (3), et une rostrale aussi large que haute (4) ; sur le reste du corps, au moins 200 plaques ventrales, et d'une façon générale, une écaillure lisse sur le dos et les flancs.

## Répartition

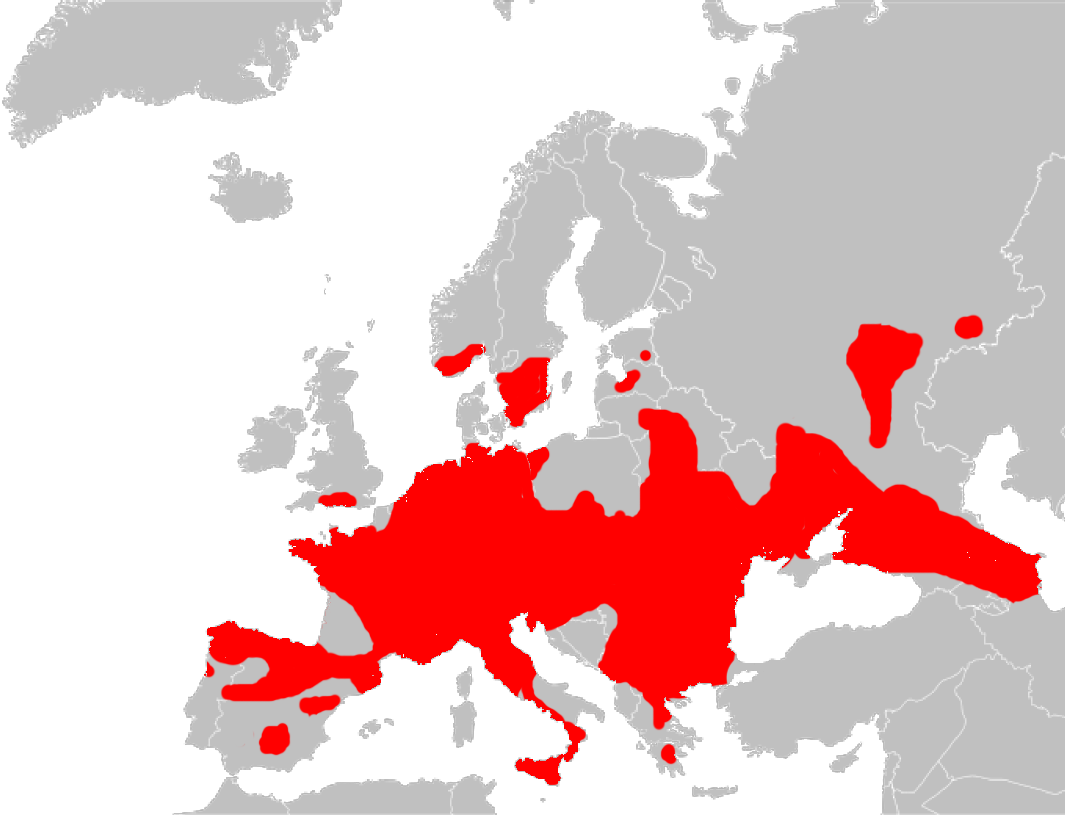
Aire de répartition de Coronella austriaca.

Cette espèce se rencontre sur un large territoire couvrant une grande partie de l'Europe et le nord de l'Asie mineure. Sa répartition va de la côte Atlantique française à l'ouest jusqu'en Russie à l'est, s'étend au nord jusqu'à l’extrême sud de l'Angleterre en passant par le sud de la Suède, de la Norvège, de la Lettonie et de la partie asiatique de la Russie, jusqu'à la limite de la frontière nord-ouest du Kazakhstan, et au sud jusqu'au centre de la péninsule Ibérique et le nord du Portugal en passant par la Sicile et le Péloponnèse, le nord de la Turquie jusqu'à l'Iran. Au nord on la rencontre jusqu'au sud de la Norvège, de la Suède méridionale et centrale (y compris les îles de Gotland et d'Öland) et sur les îles Åland en Finlande. Cette population scandinave est désormais isolée du reste de l'aire de répartition maintenant que ce serpent a disparu du Danemark.
La Coronelle lisse vit dans divers habitats suivant la région. Dans le nord de sa répartition elle fréquente les landes, les terrains sablonneux mais aussi les haies, les lisières de forêts et les talus buissonneux. En Europe centrale, à basse altitude on la rencontre dans les landes, les éboulis, les murs de pierres sèches et les vignobles. Dans les zones plus élevées comme dans les Alpes on la rencontre dans divers habitats ouverts ou semi-ouverts, souvent des estives ensoleillées à proximité d'une lisière de bois, ou dans les zones rocheuses. Dans le sud de sa répartition elle fréquente plus volontiers des milieux plus ouverts, avec une végétation plus éparse comme les pierriers, voire les falaises. Elle se rencontre aussi plus fréquemment dans des zones humides. On peut également rencontrer cette espèce dans des milieux anthropiques, comme les talus de chemin de fer et les carrières.
Elle se rencontre à partir du niveau de la mer dans le nord mais apprécie plus l'altitude en descendant au sud où elle se rencontre jusqu'à 2 000 m d'altitude, voire 2 200 m dans le massif de Rila en Bulgarie, 2 600 m d'altitude dans le sud de l'Espagne et 3 000 m dans le Caucase.

### En France
En France elle se rencontre sur la quasi-totalité du territoire métropolitain à l'exception de l'extrême-nord, du midi et du sud-ouest (mais elle est présente dans les Pyrénées). Elle vit dans les landes, tourbières, haies, lisières, pierriers ainsi qu'au bord de certains cours d'eau. Elle se rencontre jusqu'à 1 130 m d'altitude dans les Vosges, 1 150 m dans le Jura, au moins 1 300 m dans le Massif central et jusqu'à environ 2 300 m dans les Alpes et les Pyrénées.

## Biologie et mœurs
La Coronelle lisse est un serpent ovovivipare (indiqué vivipare par certaines sources). Elle a un mode de vie diurne mais est assez discrète. Elle est surtout active en début et fin de journée ou lors des temps chauds et orageux, et peut parfois se rencontrer la nuit, lors de fortes chaleurs.
Bien que principalement terrestre, elle peut escalader les végétations basses. Elle ne pourchasse pas ses proies mais compte sur son odorat pour les trouver dans leur repaire. Elle se nourrit principalement de lézards (près de 70 % de son alimentation) : petits Lacertidés, orvets et scinques. Elle se nourrit également de très petits mammifères (juvéniles), de jeunes serpents (incluant des vipères), de jeunes oiseaux et d'œufs de reptiles. Elle tue ses proies par constriction.
Elle peut vivre jusqu'à 18 ans dans la nature. Elle est active du printemps à l'automne et hiverne durant la saison froide. Sa période d'activité varie selon le climat (qui varie du sud au nord de sa répartition ainsi qu'avec l'altitude). En France elle est active de mi-mars à octobre. Elle passe ensuite l'hiver en état de torpeur dans de petits terriers de mammifères ou des cavités dans les rochers.
C'est un serpent relativement placide mais qui n'hésite pas à mordre lorsqu'il est saisi. En défense additionnelle il peut également déféquer sur celui qui l'attrape en y ajoutant les sécrétions malodorantes de ses glandes cloaquales. C'est toutefois un serpent non venimeux et totalement inoffensif pour l'homme. Ses dents sont minuscules et ne percent généralement pas la peau.

## Reproduction et petits
L'accouplement, qui a lieu peu après la sortie de l'hivernage (mi-mars en France), peut durer plusieurs heures. La femelle est ensuite en gestation durant 4 à 5 mois (la durée de gestation dépend en partie du climat et est plus courte dans le sud) et donne naissance à entre 2 et 16 petits (généralement de 3 à 9, exceptionnellement 19), qui naissent dans une membrane qu'ils percent peu de temps après. Dans le nord les femelles ne se reproduisent qu'une fois tous les 2 ou 3 ans alors que dans le sud elles peuvent parfois avoir deux portées durant l'été.
Les nouveau-nés mesurent de 12 à 21 cm et sont semblables aux adultes en forme et couleurs, mais présentent généralement une plaque entièrement noire sur la tête et des couleurs plus contrastées. Ils consomment généralement des insectes tant que leur taille ne leur permet pas de capturer des proies plus grosses. Ils atteignent 30 à 40 cm dans leur troisième année ainsi que la maturité sexuelle pour les mâles, les femelles n'étant matures qu'une a deux années plus tard. Par ailleurs cette maturité sexuelle peut être plus tardive dans le nord.

## Menaces et protection
L'espèce est classée en France comme « Préoccupation mineure » (LC − Least Concern) et n'est donc pas considérée comme en danger.
Toutefois, comme quasiment toutes les espèces sauvages présentes en France, la loi interdit toute destruction ou capture de ces animaux.
Au niveau international elle est tout de même protégée par la Convention de Berne relative à la conservation de la vie sauvage et du milieu naturel de l'Europe (annexe II) et également par la Directive 92/43/CEE du Conseil du 21 mai 1992 concernant la conservation des habitats naturels ainsi que de la faune et de la flore sauvages (annexe IV).
À un niveau plus global l'UICN n'a pas de données sur cette espèce, et elle n'est pas non plus règlementée par la CITES.
C'est une espèce adaptée aux climats frais ou pluvieux, qui subit toutefois un recul de sa répartition vers les altitudes plus élevées, à la fois du fait du réchauffement climatique (post-glaciaire et l'action humaine) et de par la disparition de certains de ses habitats (murets, landes…) résultante de l'activité humaine.
En Angleterre la population est en déclin, en partie à cause de la perte d'habitat liée à l'extension des plantations de conifères et en partie de par la faible taille des populations, les rendant plus fragiles vis-à-vis d'événements comme les feux de forêts.

## Sous-espèces
Selon The Reptile Database (3 octobre 2015), cette couleuvre est représentée par 2 sous-espèces :
- Coronella austriaca austriaca (Laurenti, 1768) − restreinte à la péninsule Ibérique
- Coronella austriaca acutirostris Malkmus, 1995

Une troisième sous-espèce est souvent référencée : Coronella austriaca fitzingeri (Bonaparte, 1840). Toutefois de nombreux auteurs remettent en question sa validité,,.

## Confusion avec d'autres reptiles
Elle peut parfois être confondue avec la Coronelle girondine là où leurs aires de répartition se recoupent, bien que cette dernière soit en général plus svelte et présente un museau plus arrondi. Elle peut également être confondue avec une vipère à cause de son museau assez pointu. Elle n'a toutefois ni les pupilles fendues, ni les écailles carénées des Viperinae d'Europe.

## Étymologie
L'épithète spécifique de cette espèce, austriaca, est la latinisation d'Autriche en référence au lieu où a été trouvé le spécimen ayant servi à décrire cette espèce.
Son nom vernaculaire, coronelle lisse, est la traduction du latin levis, « lisse », orthographié par erreur ainsi au lieu de laevis par Lacépède lorsqu'il décrivit cette espèce sous le nom de Coluber levis en 1789.

## Philatélie

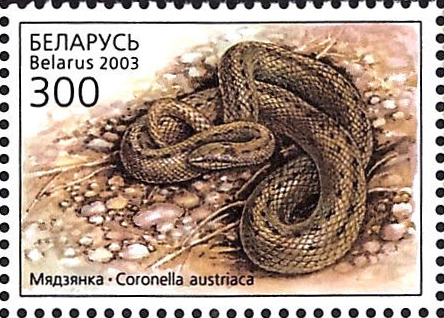
Coronella austriaca

Un timbre de Biélorussie émis en 2003 représente Coronella austriaca.

## Galerie

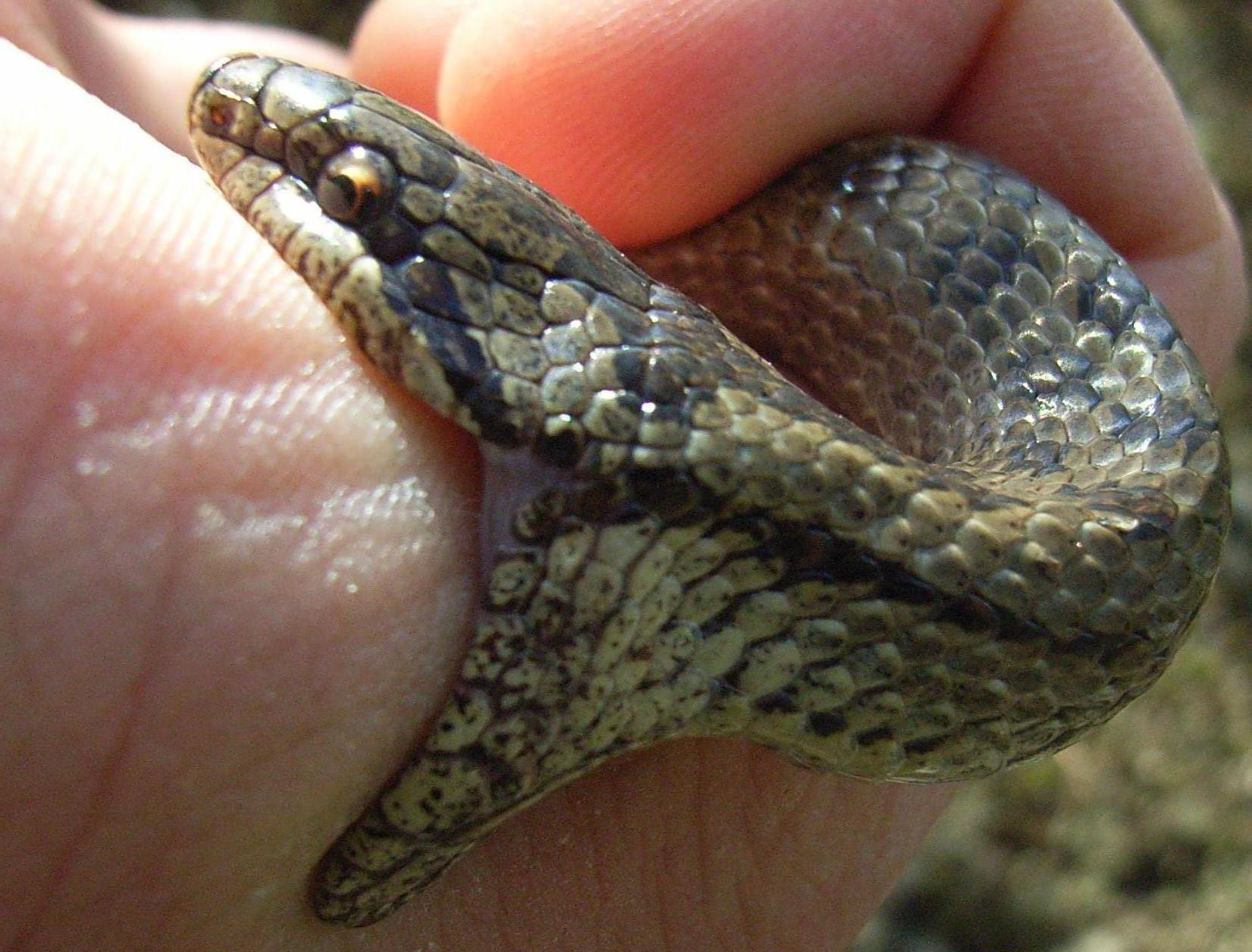
Détail de la tête
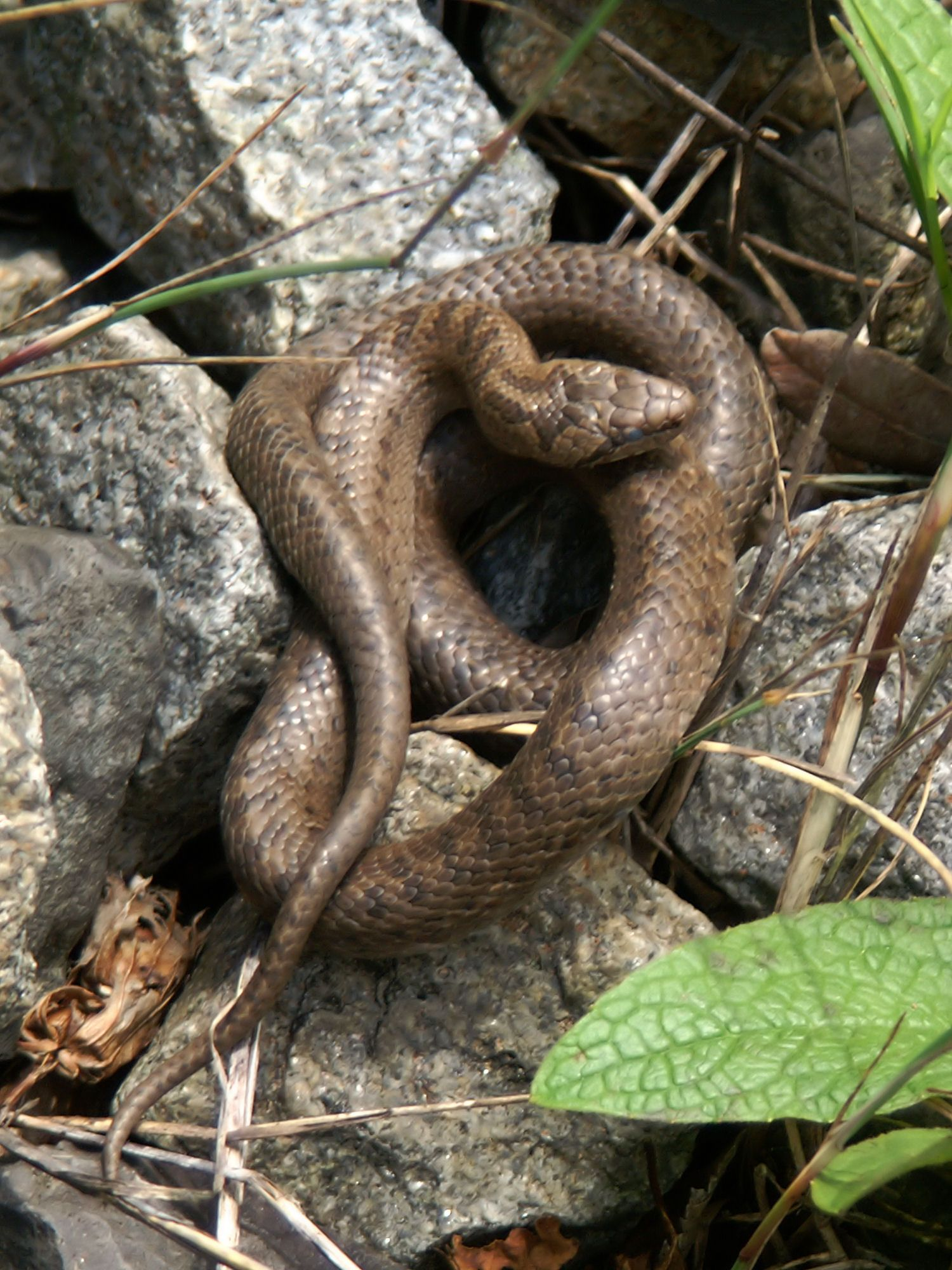
Individu de couleur brun-marron
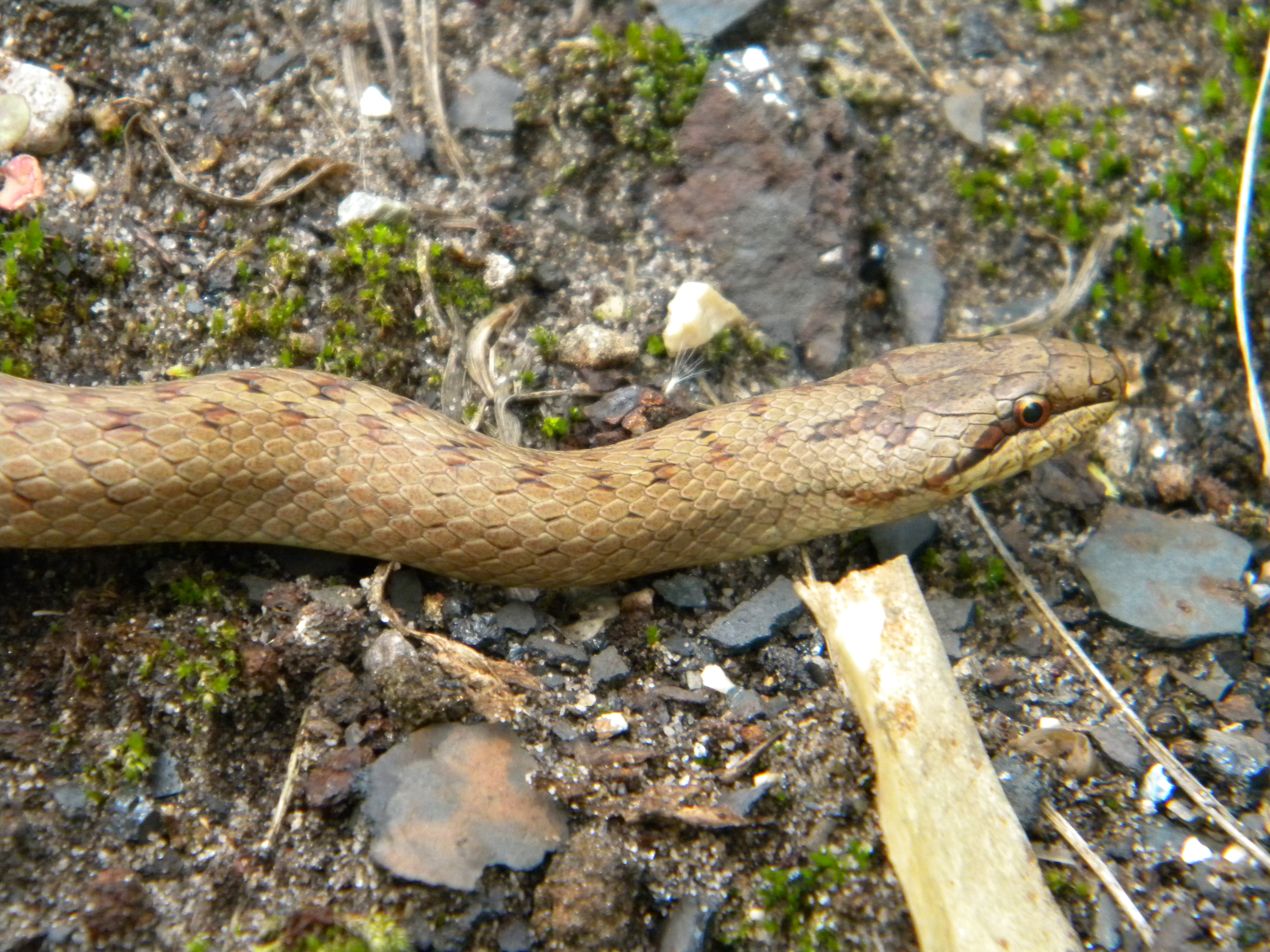
Individu de couleur beige
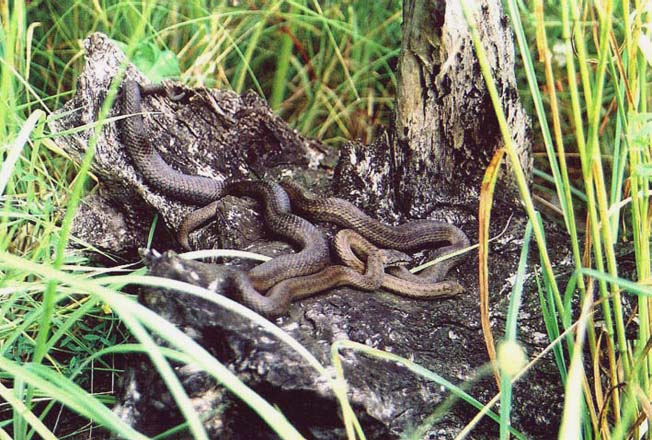
Reproduction
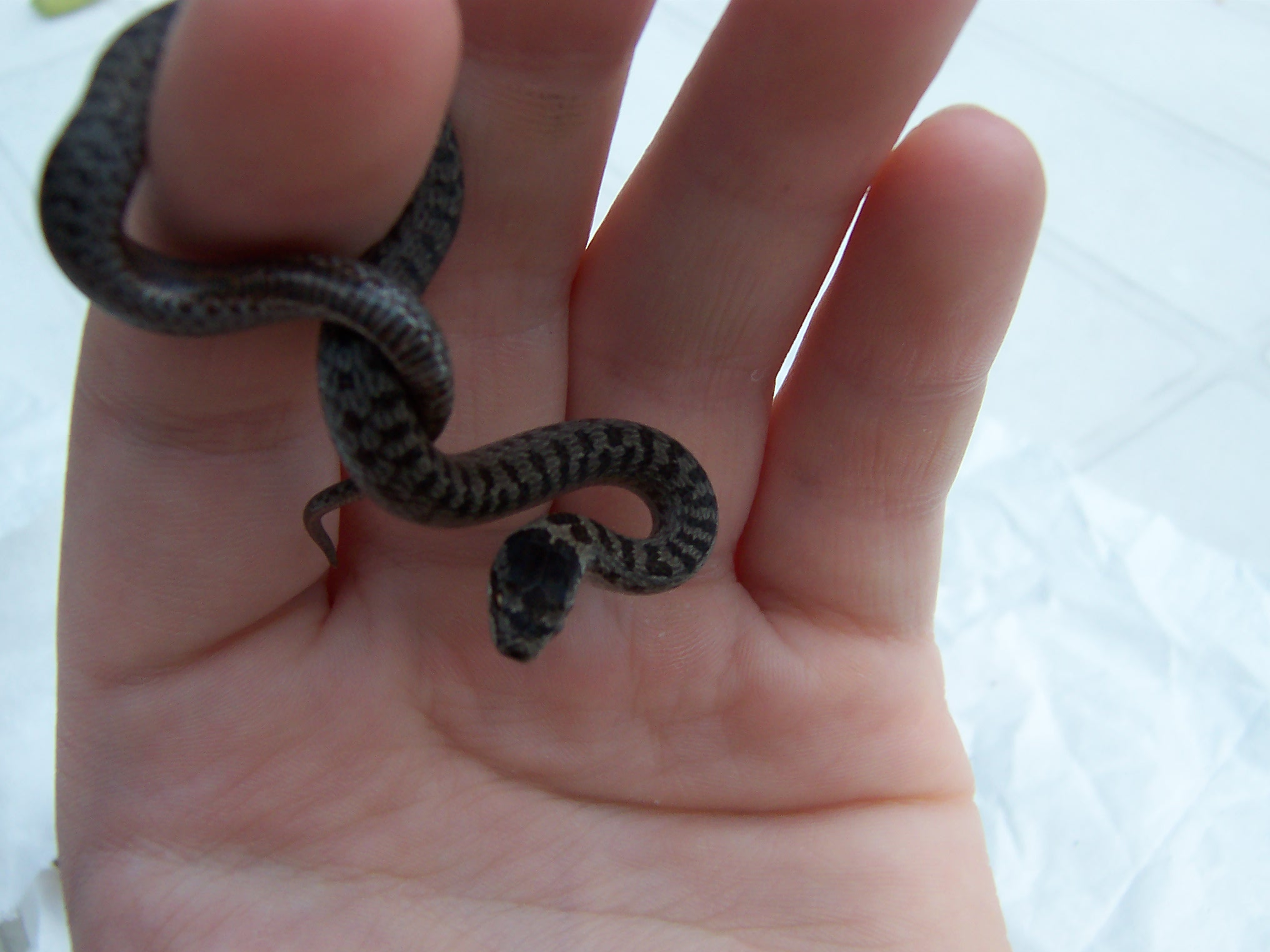
Juvénile
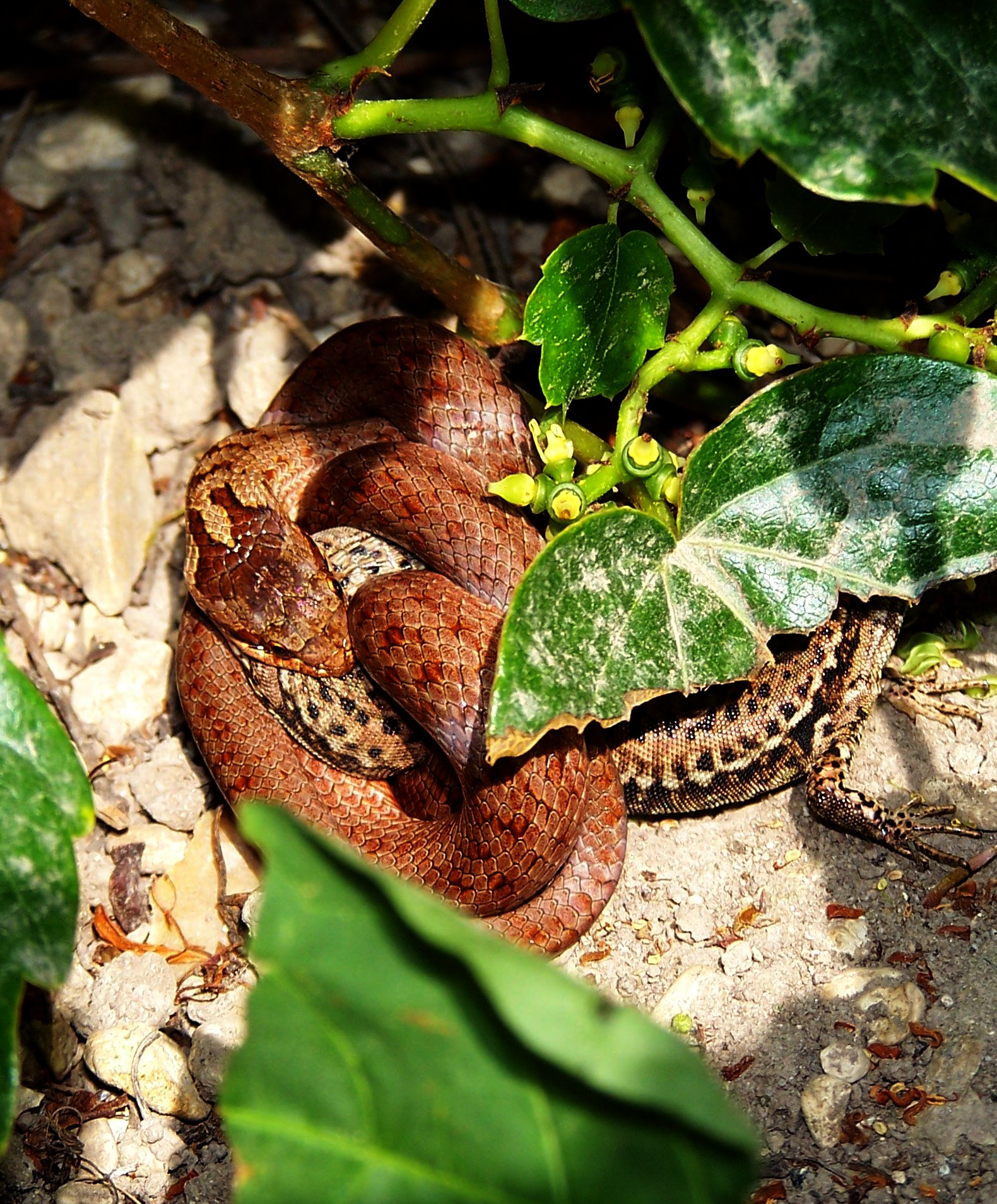
Chasse et alimentation

### Publications originales
- Bonaparte, 1840 : Amphibia europaea ad systema nostrum vertebratorum ordinata. Memorie della Reale Accademia delle Scienze di Torino, sér. 2, vol. 2, no 1, p. 385-456 (texte intégral).
- Laurenti, 1768 : Specimen medicum, exhibens synopsin reptilium emendatam cum experimentis circa venena et antidota reptilium austriacorum, Vienna Joan Thomae, p. 1-217 (texte intégral).
- Malkmus, 1995 : Coronella austriaca acutirostris subspec. nov. aus dem Nordwesten der Iberischen Halbinsel (Reptilia: Serpentes: Colubridae). Zool. Abh. (Dresden), vol. 48, no 3, p. 265-278.